# S-IVB

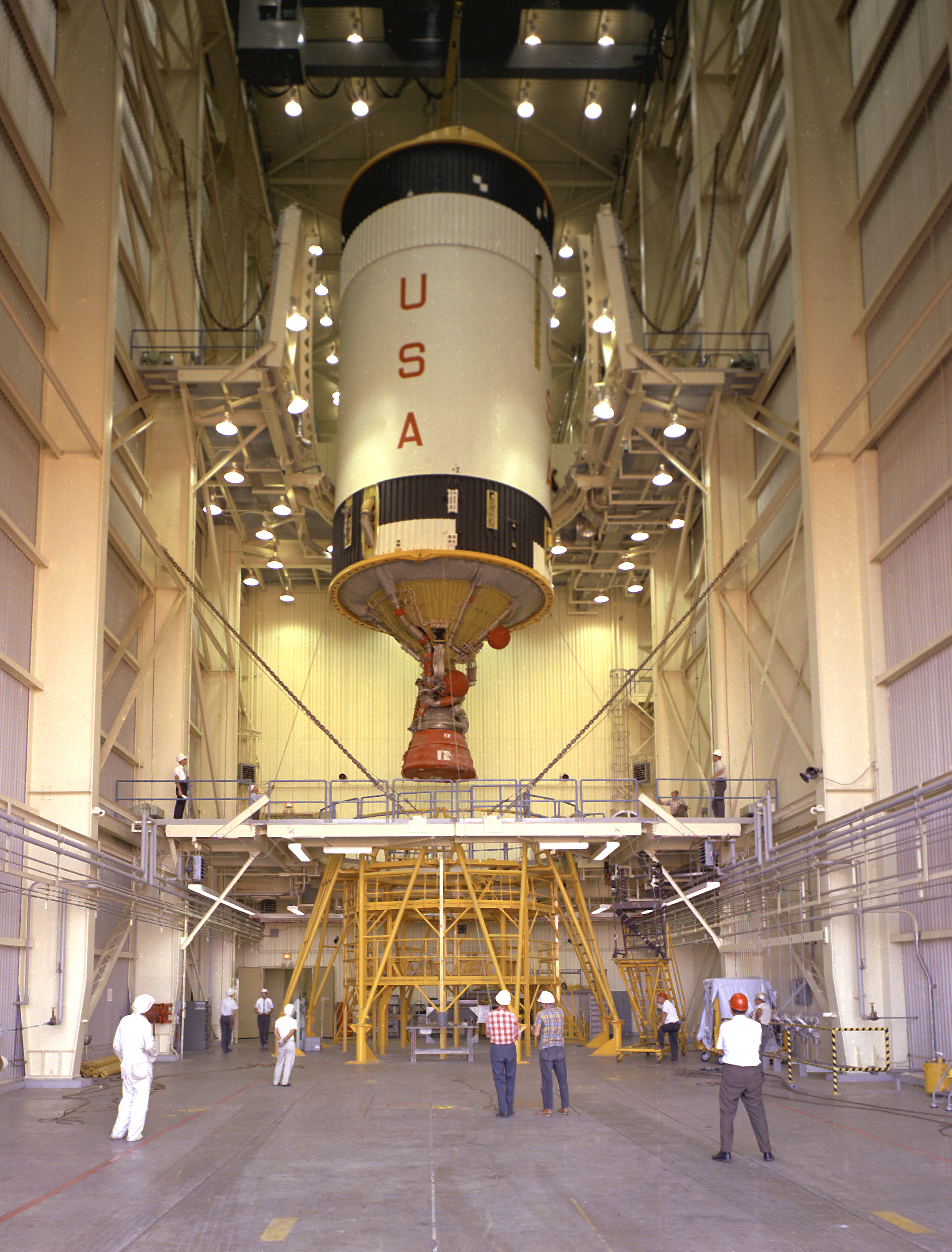
S-IVB-206 usat en un vol de l'Skylab 2

L'S-IVB (o S4b) fou construït per Douglas Aircraft Company i fou usada com a segon tram del Saturn IB primerament, i més tard com a tercer tram del Saturn V. Tenia un motor J-2 que s'usava dos cops en les missions lunars: per la inserció en òrbita i més tard per a la injecció translunar (TLI).

## Història
L'S-IVB va evolucionar a partir del tram superior del coet Saturn I, l'S-IV, i va ser el primer tram del Saturn V a ser dissenyat. L'S-IV utilitzava un grup de sis motors, però el carburant utilitzat era el mateix que en l'S-IVB (hidrogen líquid i oxigen líquid). Originalment, fou pensat per a constituir el quart tram d'un coet previst que s'anomenaria Saturn C-4, i això és el que dona nom al tram.
Onze companyies diferents van oferir-se per a ser el contractista principal del tram abans de la data de termini (29 de febrer del 1960). L'administrador de la NASA T. Keith Glennan va decidir el 19 d'abril que es contractaria l'empresa Douglas Aircraft. Convair estigué a punt d'aconseguir el contracte, però Keith Glennan no volia que aquesta companyia monopolitzés el mercat dels coets de combustible d'hidrogen líquid, ja que Convair estava a càrrec de la construcció del tram Centaur.
Al final, el Marshall Space Flight Center decidí fer servir el coet C-5 (més tard anomenat Saturn V), el qual tenia tres trams, el tercer dels quals seria la versió millorada de l'S-IV anomenada S-IVB, que en lloc de fer servir un conjunt de motors, constaria únicament d'un motor J-2. Es va contractar a la companyia Douglas per a la construcció de l'S-IVB degut a les similituds que aquesta tenia amb l'S-IV. Al mateix moment es va decidir crear un coet C-IB (Saturn IB) que serviria per a provar la nau Apollo en òrbita terrestre, i tindria l'S-IVB com a segon tram.
Douglas va construir dues versions diferents de l'S-IVB: la sèrie 200 i la sèrie 500. La sèrie 200 és la que es va fer servir en el Saturn IB i es diferenciava de l'S-IVB 500 en el fet que no tenia un intertram més eixamplat i una pressurització d'heli menor, ja que no necessitaria ser reiniciada durant el vol. En la sèrie 500, l'intertram era necessari per a la integració amb els trams inferiors del Saturn V, que eren de major diàmetre. A més, la sèrie 200 constava de tres coets sòlids que la separaven del tram S-IB durant el llançament, en lloc dels dos de què constava la sèrie 500, així com li mancava els impulsors APS linears que necessitava la sèrie 500 per a les operacions "ullage" prèvies al reinici del motor J-2.

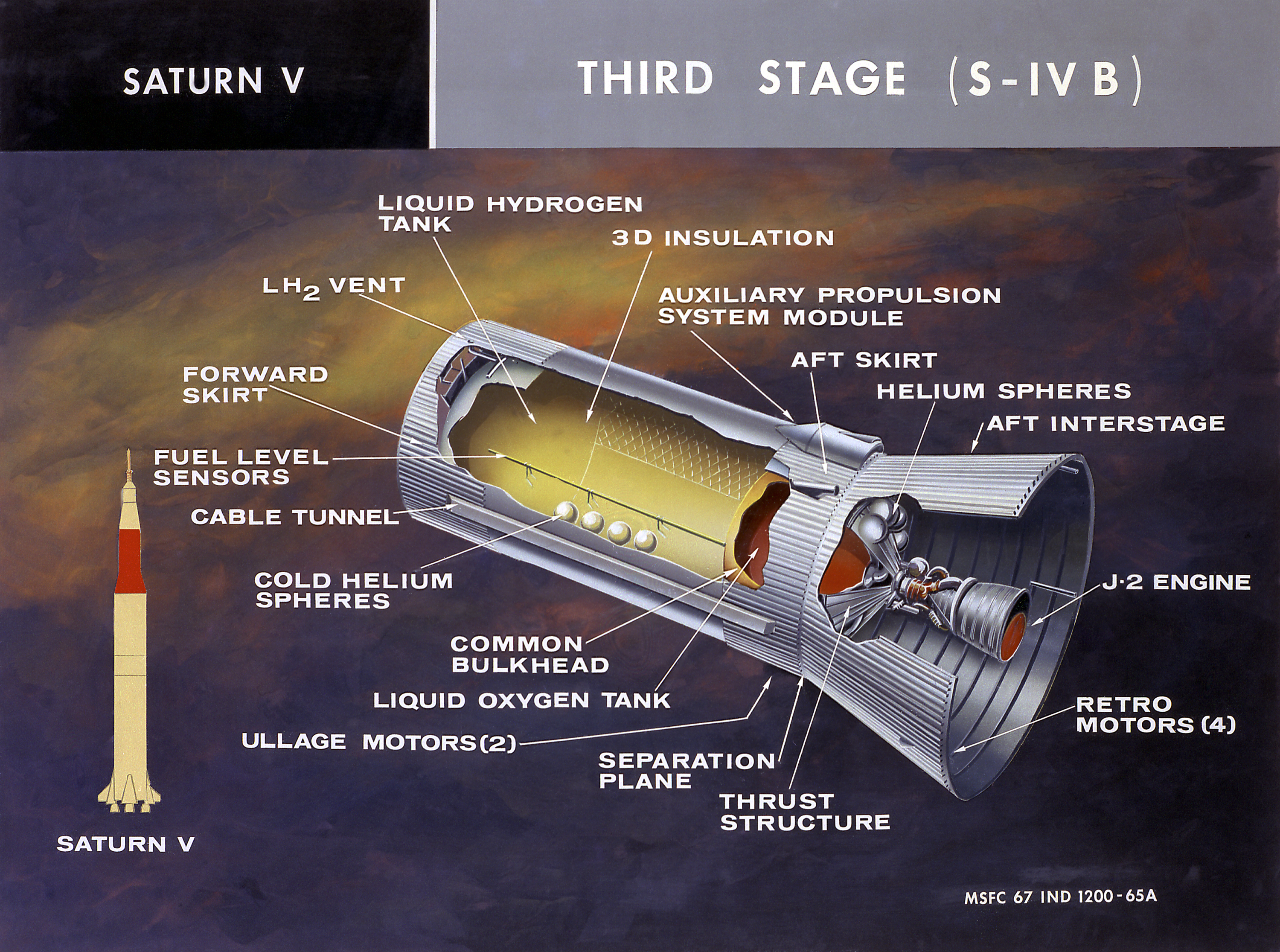
Diagrama del tram S-IVB-500

L'S-IVB carregava 73.280 litres de LOX (87.200 kg de massa) i 252.750 litres d'LH2 (18.000 kg de massa). Un S-IVB constituí el casc de l'Skylab, la primera estació espacial dels Estats Units. Durant les missions Apollo 13, Apollo 14, Apollo 15, Apollo 16 i Apollo 17, l'S-IVB va estavellar-se en la Lluna per així poder dur a terme mesures sísmiques per caracteritzar la base lunar.

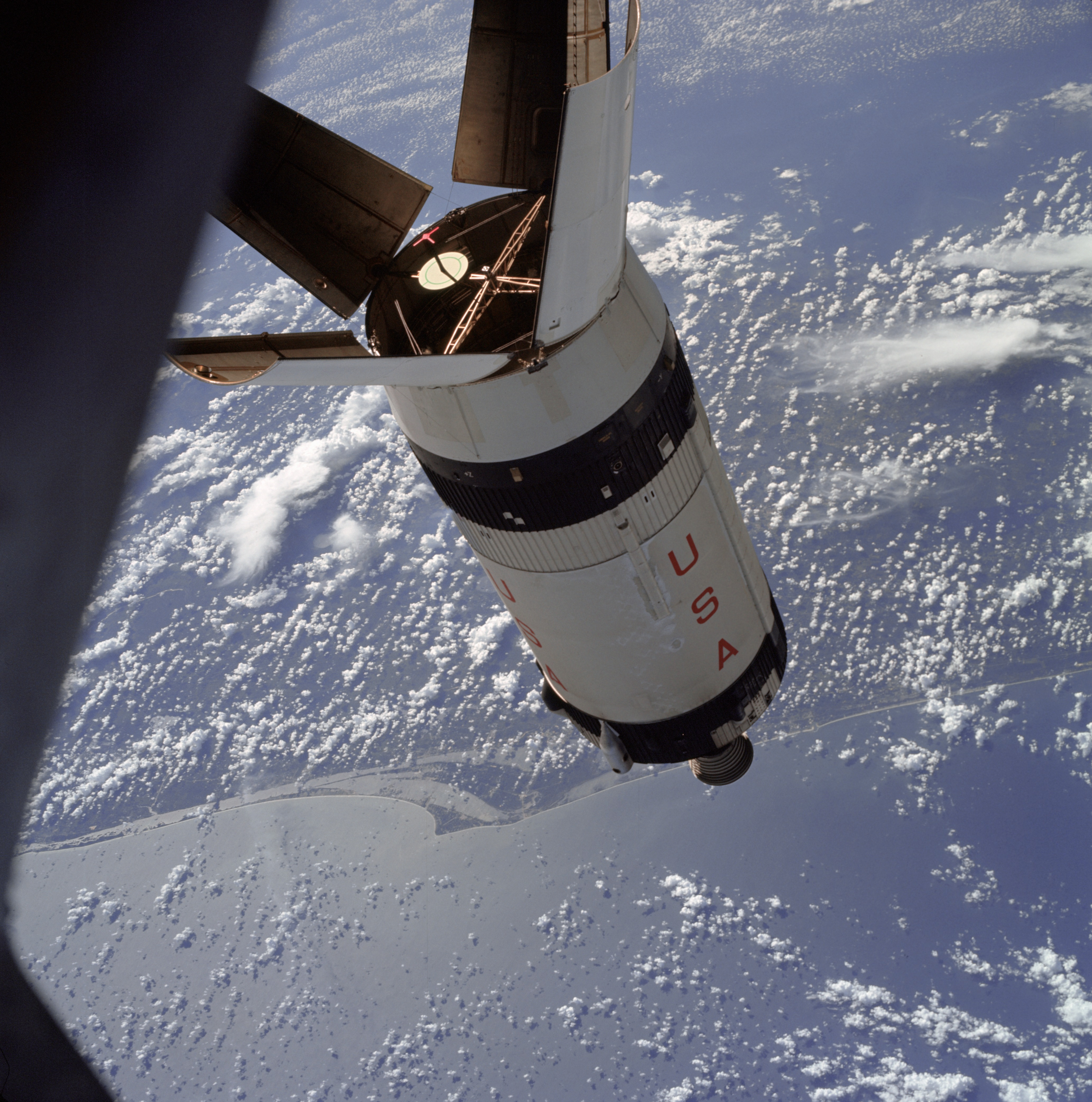
L'S-IVB de l'Apollo 7 en òrbita sobrevolant Cap Canaveral

La proposta de Tram de Sortida de la Terra (EDS) i el segon tram de l'Ares I tindran característiques que ja constituïen el tram S-IVB, ja que ambdós tindran un versió modernitzada del motor J-2 (sèrie J-2X), que faria les mateixes funcions que el J-2 en la sèrie 500 del tram (situar la càrrega en òrbita i més tard impulsar la nau en direcció a l'espai trans-lunar).

## Models construïts
| Sèrie 200       | Sèrie 200                                                               | Sèrie 200                                                               | Sèrie 200                                                                                     |
| Número de sèrie | Ús                                                                      | Data de llançament                                                      | Ubicació actual                                                                               |
| --------------- | ----------------------------------------------------------------------- | ----------------------------------------------------------------------- | --------------------------------------------------------------------------------------------- |
| S-IVB-S         | Tram de prova "Battleship"                                              | Tram de prova "Battleship"                                              |                                                                                               |
| S-IVB-F         | Tram de prova per a les instal·lacions                                  | Tram de prova per a les instal·lacions                                  |                                                                                               |
| S-IVB-D         | Tram de prova "Dynamic" enviada al Marshall Space Flight Center el 1965 | Tram de prova "Dynamic" enviada al Marshall Space Flight Center el 1965 | U.S. Space & Rocket Center, Huntsville, Alabama, EUA                                          |
| S-IVB-T         | Cancel·lada el desembre de 1964                                         | Cancel·lada el desembre de 1964                                         |                                                                                               |
| S-IVB-201       | AS-201                                                                  | 26 de febrer de 1966                                                    |                                                                                               |
| S-IVB-202       | AS-202                                                                  | 25 d'agost de 1966                                                      |                                                                                               |
| S-IVB-203       | AS-203                                                                  | 5 de juliol de 1966                                                     |                                                                                               |
| S-IVB-204       | Apollo 5                                                                | 22 de gener de 1968                                                     |                                                                                               |
| S-IVB-205       | Apollo 7                                                                | 11 d'octubre de 1968                                                    |                                                                                               |
| S-IVB-206       | Skylab 2                                                                | 25 de maig de 1973                                                      |                                                                                               |
| S-IVB-207       | Skylab 3                                                                | 28 de juliol de 1973                                                    |                                                                                               |
| S-IVB-208       | Skylab 4                                                                | 16 de novembre de 1973                                                  |                                                                                               |
| S-IVB-209       | Vehicle de rescat de l'Skylab                                           | Vehicle de rescat de l'Skylab                                           | Centre Espacial Kennedy                                                                       |
| S-IVB-210       | Projecte de prova Apollo-Soyuz                                          | 15 de juliol de 1975                                                    |                                                                                               |
| S-IVB-211       | No utilitzat                                                            | No utilitzat                                                            | U.S. Space & Rocket Center, Huntsville (Alabama)                                              |
| S-IVB-212       | Convertit i reutilitzat en l'Skylab                                     | 14 de maig 1973                                                         |                                                                                               |
| Sèrie 500       |                                                                         |                                                                         |                                                                                               |
| Número de sèrie | Ús                                                                      | Data de llançament                                                      | Ubicació actual                                                                               |
| S-IVB-501       | Apollo 4                                                                | 9 de novembre de 1967                                                   |                                                                                               |
| S-IVB-502       | Apollo 6                                                                | 4 d'abril de 1968                                                       |                                                                                               |
| S-IVB-503       | Destruït durant les proves                                              | Destruït durant les proves                                              |                                                                                               |
| S-IVB-503N      | Apollo 8                                                                | 21 de desembre 1968                                                     | Òrbita solar                                                                                  |
| S-IVB-504       | Apollo 9                                                                | 3 de març de 1969                                                       | Òrbita solar                                                                                  |
| S-IVB-505       | Apollo 10                                                               | 18 de maig de 1969                                                      | Òrbita solar                                                                                  |
| S-IVB-506       | Apollo 11                                                               | 16 de juliol de 1969                                                    | Òrbita solar                                                                                  |
| S-IVB-507       | Apollo 12                                                               | 14 de novembre 1969                                                     | Òrbita solar; es creu que l'any 2002 es va descobrir com a asteroide i va ser anomenat J002E3 |
| S-IVB-508       | Apollo 13                                                               | 11 d'abril de 1970                                                      | Superfície lunar                                                                              |
| S-IVB-509       | Apollo 14                                                               | 31 de gener de 1971                                                     | Superfície lunar                                                                              |
| S-IVB-510       | Apollo 15                                                               | 26 de juliol de 1971                                                    | Superfície lunar                                                                              |
| S-IVB-511       | Apollo 16                                                               | 16 d'abril de 1972                                                      | Superfície lunar                                                                              |
| S-IVB-512       | Apollo 17                                                               | 7 de desembre de 1972                                                   | Superfície lunar                                                                              |
| S-IVB-513       | Apollo 18 (cancel·lada)                                                 | N/A                                                                     | Centre Espacial Johnson                                                                       |
| S-IVB-514       | No utilitzat                                                            | No utilitzat                                                            | Centre Espacial Kennedy                                                                       |
| S-IVB-515       | Convertit per a ser usat en l'Skylab (com a reserva)                    | Convertit per a ser usat en l'Skylab (com a reserva)                    | Museu Nacional de l'Aire i l'Espai                                                            |